# Duva multiflora
Duva multiflora is een zachte koraalsoort uit de familie Nephtheidae. De koraalsoort komt uit het geslacht Duva. Duva multiflora werd in 1879 voor het eerst wetenschappelijk beschreven door Verrill. 